# Szürkecápafélék
A szürkecápafélék vagy tehéncápafélék (Hexanchidae) a porcos halak (Chondrichthyes) osztályának és a szürkecápa-alakúak (Hexanchiformes) rendjének egyik családja.
Ebbe a cápacsaládba 4 recens faj tartozik.
A szürkecápafélék első fajai a jura időszakban jelenhettek meg, bár egy perm időszakbeli fog, melyet Japánban fedeztek fel és a kutatások szerint e családbeli, azt mutatja, hogy ez a cápacsalád jóval korábbi; sőt egyike azon állatcsoportoknak, melyek túlélték az úgynevezett perm–triász kihalási eseményt.

## Rendszerezés
A családba az alábbi 3 recens nem és 7 fosszilis nem tartozik:
- †Gladioserratus Underwood, Goswami, Prasad, Verma & Flynn, 2011 - 3 faj
- Heptranchias Rafinesque, 1810 – 1 élő és 4 fosszilis faj
- Hexanchus Rafinesque, 1810 – típusnem; 2 élő és 8 fosszilis faj
- †Notidanodon Cappetta, 1975 - 5 faj
- Notorynchus Ayers, 1855 – 1 élő és 6 fosszilis faj
- †Pachyhexanchus Cappetta, 1990 - 1 faj
  - †Pachyhexanchus pockrandti Ward & Thies, 1987
- †Paraheptranchias Pfeil, 1981 - 1 faj
  - †Paraheptranchias repens Probst, 1879
- †Pseudonotidanus Underwood & Ward, 2004 - 1 faj
  - †Pseudonotidanus semirugosus Underwood & Ward, 2004
- †Welcommia Klug & Kriwet, 2010 - 2 faj; egyes rendszerezők szerint a fosszilis Pseudonotidanidae családba tartozik[4]
- †Weltonia Ward, 1979 - 2 faj

### Fordítás
- Ez a szócikk részben vagy egészben  a   Cow shark című angol Wikipédia-szócikk ezen változatának fordításán alapul.  Az eredeti cikk szerkesztőit annak laptörténete sorolja fel. Ez a jelzés csupán a megfogalmazás eredetét és a szerzői jogokat jelzi, nem szolgál a cikkben szereplő információk forrásmegjelöléseként.